# Ponerites stauropolitanus
Ponerites stauropolitanus är en myrart som beskrevs av Gennady M. Dlussky 1981. Ponerites stauropolitanus ingår i släktet Ponerites och familjen myror. Inga underarter finns listade i Catalogue of Life.